# Skerries (Fingal)
Skerries (irisch Na Sceirí) ist ein Seebadeort im County Fingal nordöstlich von Dublin. Man erreicht ihn mit der Bahn in rund 35 Minuten. Auch mit dem Bus und dem Auto ist der Ort von Dublin aus schnell zu erreichen. Die Entfernung beträgt über Swords und Lusk 29 Kilometer. Skerries liegt am Meer und besitzt einen Hafen. Der Ort hat 10.743 Einwohner (2022).

## Toponym
„Skerries“ leitet sich von dem altnordischen sker (irisch sceir, Plural sceirí) ab und bedeutet eigentlich Felseninseln, die nicht bewohnt werden (Schären). Tatsächlich befinden sich vier (früher fünf) Inseln vor Skerries: Shenick Island (Oileán Sionnaigh, „Fuchsinsel“), St. Patrick’s Island (Inis Pádraig), Colt Island (Inis Coilt) und Rockabill (Cloch Dábhiolla; eigentlich zwei Inseln The Rock und The Bill oder The Cow und The Calf). Die fünfte Insel, Red Island (An tOileán Rua), ist heute als Halbinsel mit dem Festland verbunden ist.

## Geschichte
Nach den Annalen von Inisfallen landete St. Patrick auf einer Insel, dem heutigen St. Patrick’s Island. Sein Schüler St. Mochonna von Inis Pádraig gründete päter dort ein Kloster. Dieses Kloster soll 797 von den Wikingern geplündert worden sein. Wegen der zahlreichen altnordischen Toponymen ist davon auszugehen, dass die Wikinger hier auch siedelten. Das Kloster auf St. Patrick’s Island wurde 1120 durch den Dänen Sitric, Sohn des Murchad gegründet. 1148 hielt der Erzbischof von Armagh, der Heilige Malachias, auf der Insel eine Synode ab.
1320 stand hier ein Herrenhaus der Familie de Veel. 1496 wurde ein Pier angelegt. Da die Gegend dem Kloster von Holmpatrick gehörte, wurde der Ort als Hafen von Holmpatrick (Port of Holmpatrick) bezeichnet. Mit der Reformation 1565 wurde Thomas Fitzpatrick Landeigentümer, die katholische Kirche wurde unterdrückt und die Ausübung des katholischen Glaubens war verboten. 1583 setzte Erzbischof Dermot O’Hurley von Frankreich nach Irland über. Sein Schiff landete am Holmpatrick Strand in Skerries.
Zu Beginn des 19. Jahrhunderts wurden insgesamt 29 Martello-Türme an der irischen Küste errichtet. Davon befinden sich zwei in Skerries: auf Red Island und auf Shenick Island.
James Hans Hamilton, Mitglied des britischen  Unterhauses, war Anfang des 19. Jahrhunderts Landeigentümer. Kurz nach seinem Tod (1863–1865) wurde das Hamilton Monument in Skerries errichtet. Bei dem Osteraufstand 1916 landete eine Entsatzgruppe der britischen Armee mit 200 Soldaten in Skerries.
Ab der Mitte des 20. Jahrhunderts wurde der Ort zu einer Pendlerstadt, ein Großteil der Einwohner arbeitet in der nahegelegenen Hauptstadt.

## Sport
Seit 1946 findet in Skerries das Motorrad-Straßenrennen Skerries 100 statt.

## Verkehr
Der Bahnhof Skerries wird von Pendlerzügen nach Dublin bedient. Die Bahn soll bis 2040 weiter ausgebaut werden.

## Bildergalerie

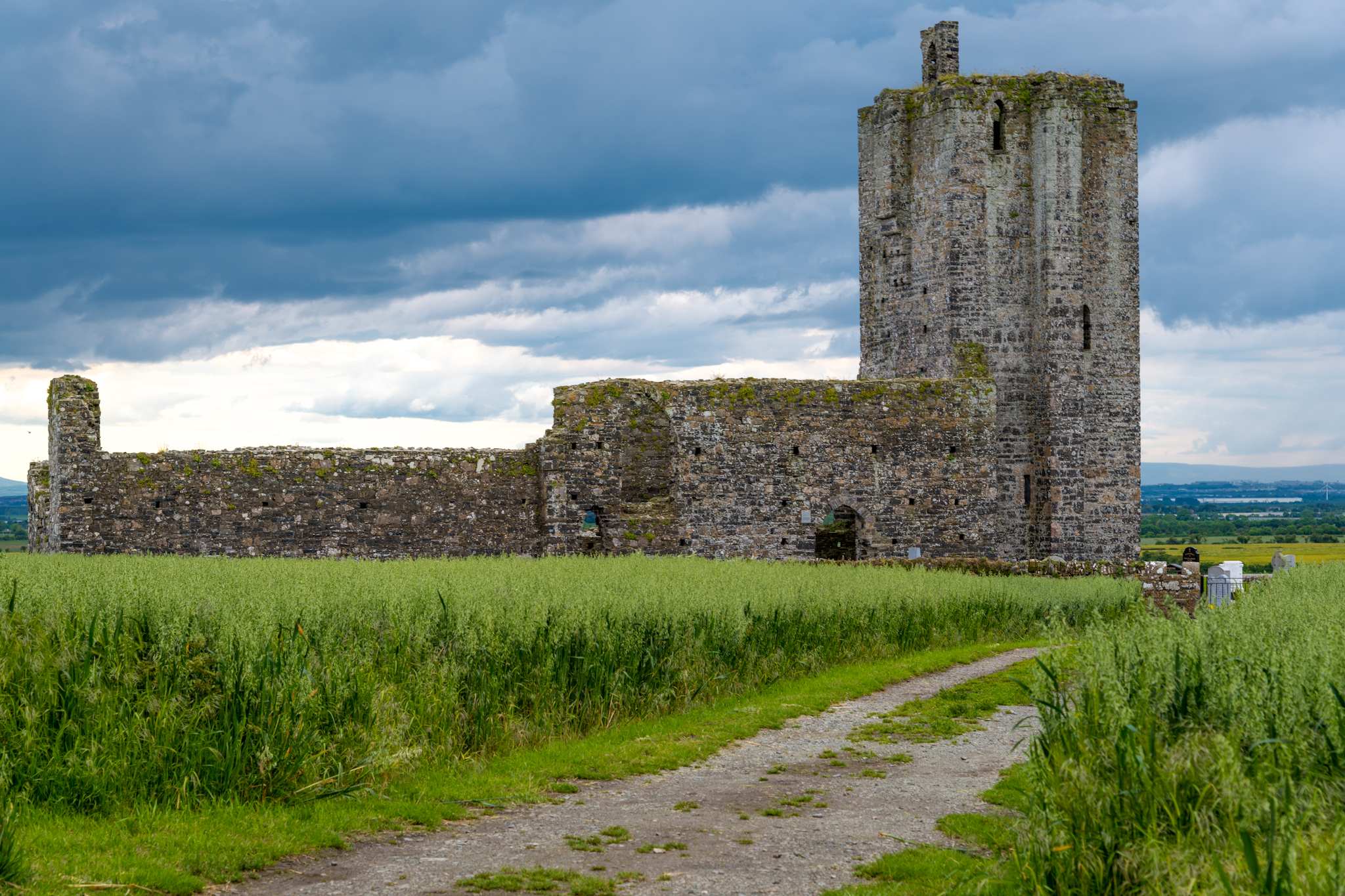
Ruinen von Baldongan Castle mit Kirche
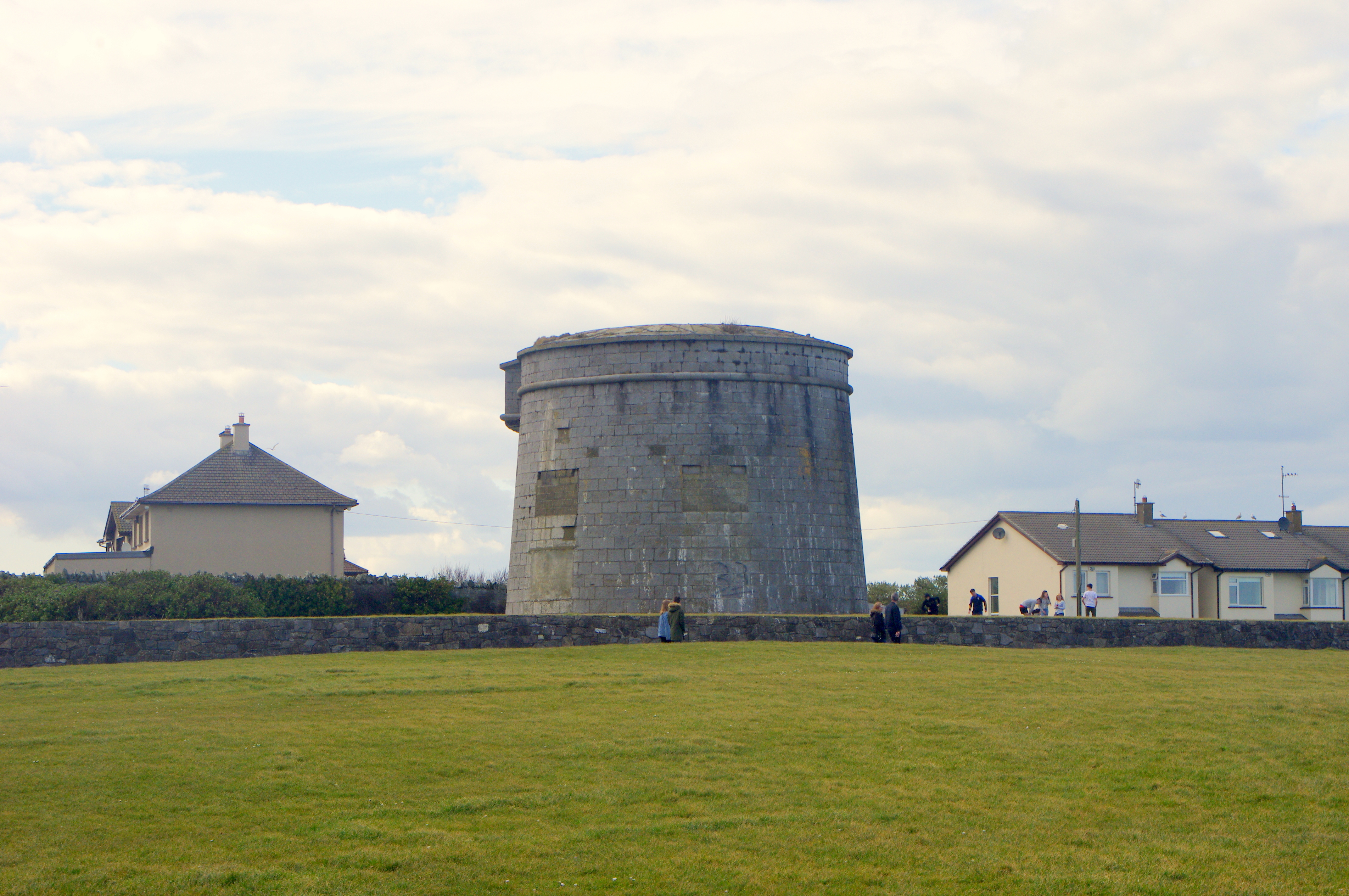
Martello-Turm auf Red Island
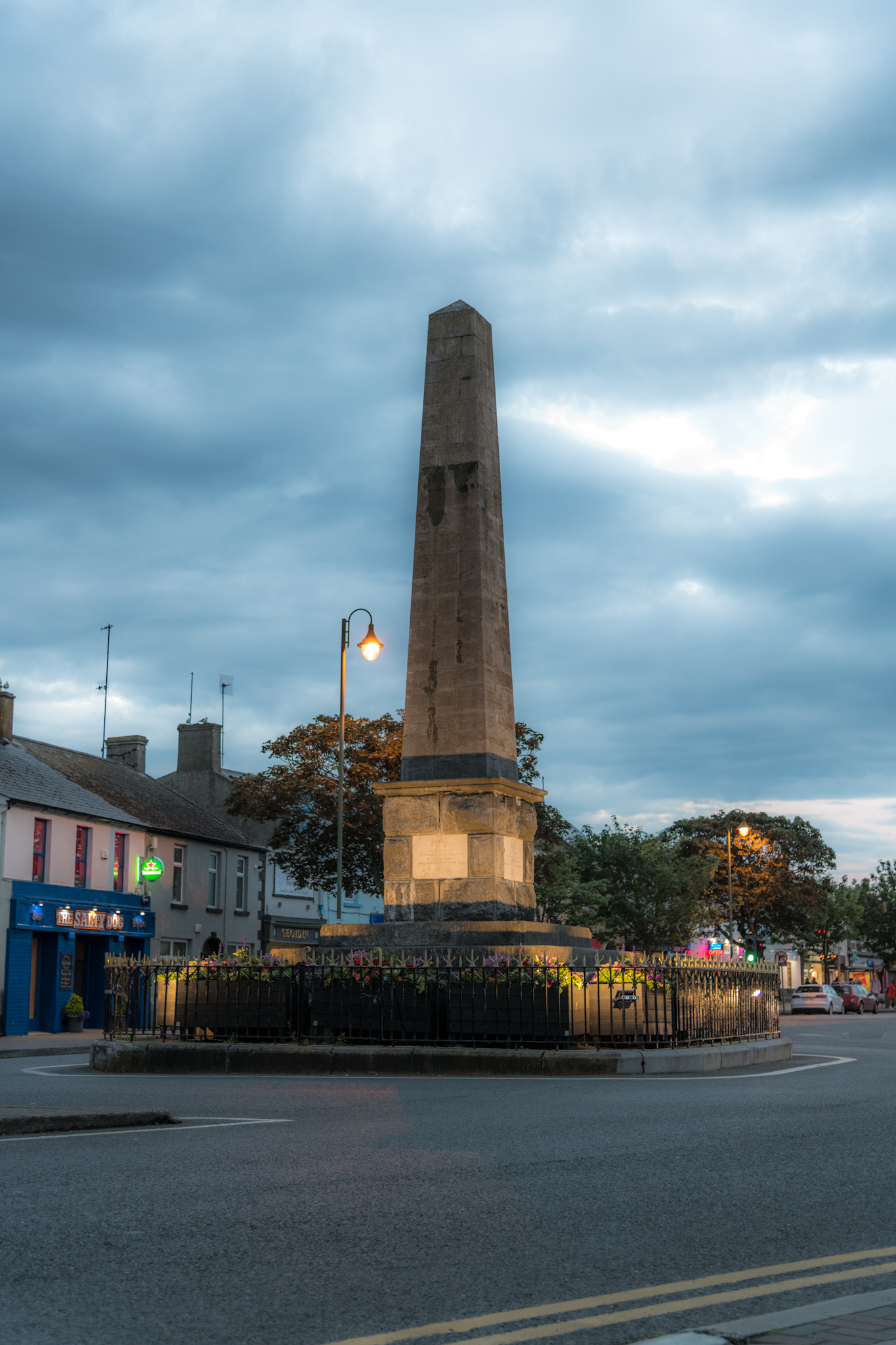
Hamilton Monument
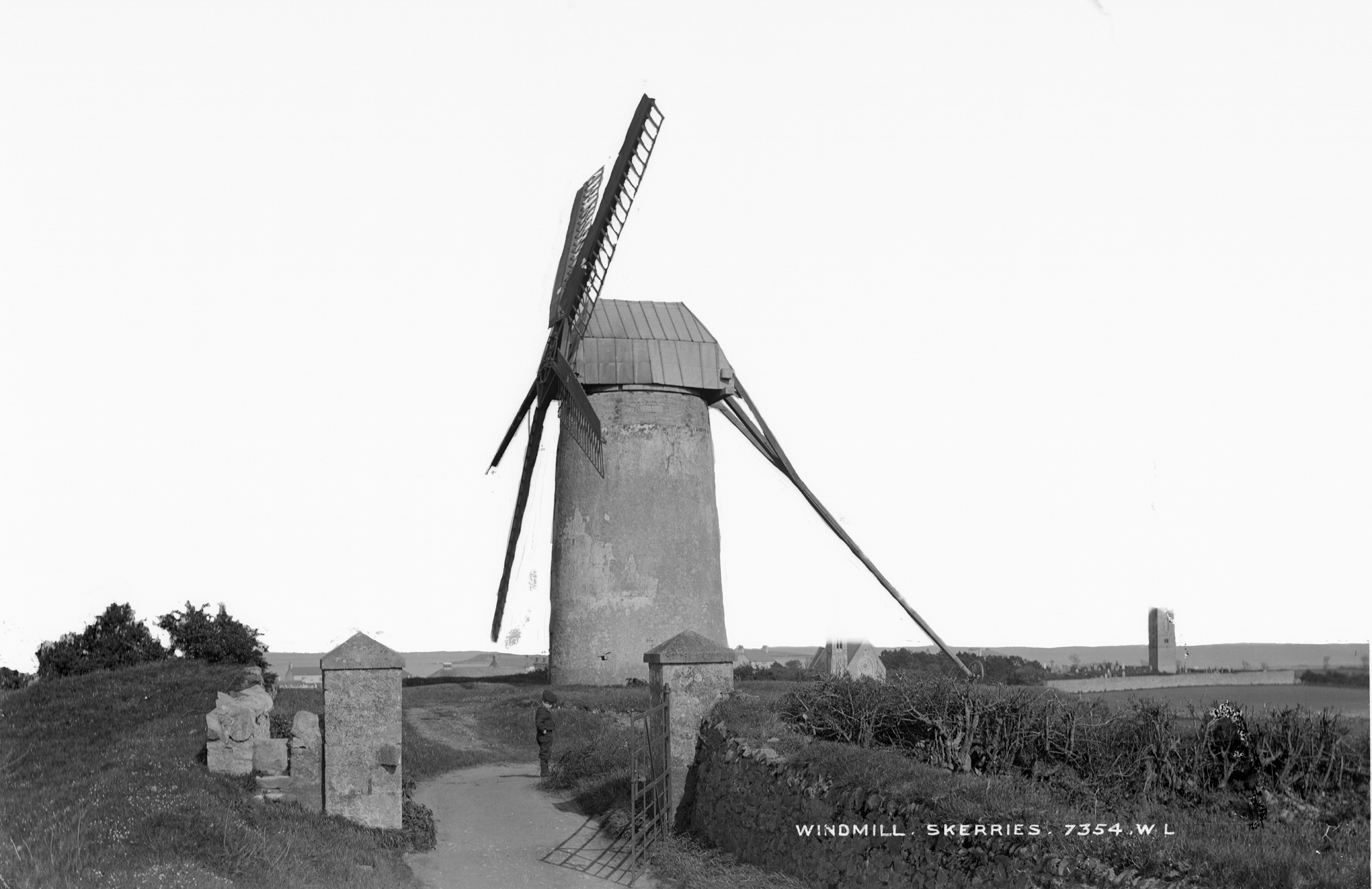
Windmühle von Skerries
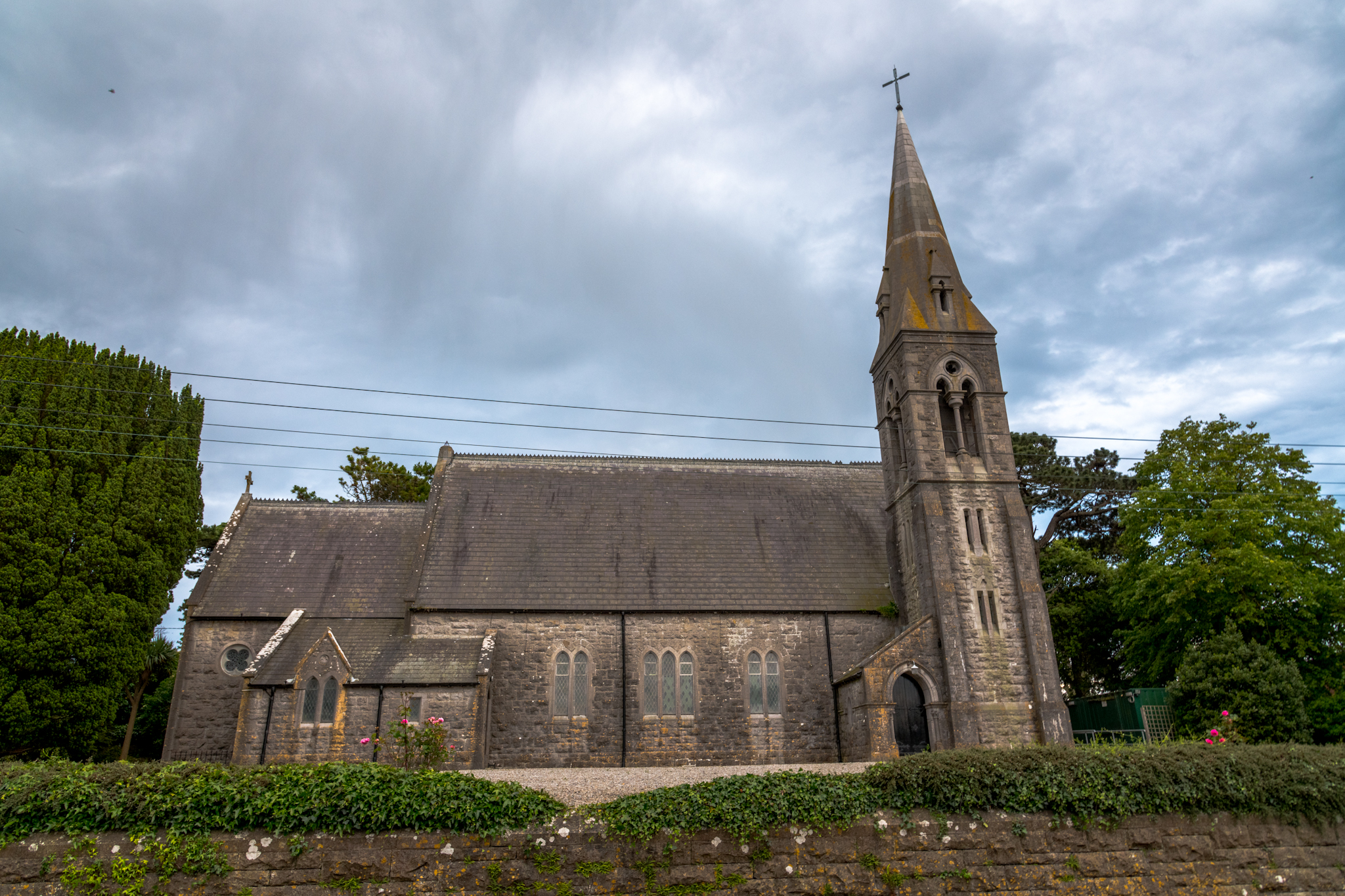
Holmpatrick Church

## Persönlichkeiten
- Jim Glennon (eigtl. James Glennon, * 1953), Rugbyspieler und Politiker der Fianna Fáil
- Caitlín R. Kiernan (* 1964), Paläontologin und Autorin
- Ryan O’Shaughnessy (* 1992), Sänger-Songwriter
- Grian Chatten (* 1995), Sänger von Fontaines D.C., hier aufgewachsen

## Auszeichnungen
2016 wurde Skerries zur saubersten Stadt (Tidiest Town) in Irland gekürt.

## Gemeindepartnerschaften
Mit den französischen Gemeinden Guignen und Guichen in der Bretagne bestehen Partnerschaften.